# Romy Camps
Romy Camps is een Belgisch voetbalspeelster.
Camps begon op zesjarige leeftijd bij de jongens van Zelzate, hier speelde ze tien jaar. Vervolgens ging ze naar het tweede team van KAA Gent Ladies. In seizoen 2020/21 speelt ze in het eerste team van SV Zulte Waregem in de Belgische Super League.

## Statistieken
| Seizoen | Club   | Land   | Competitie   | Wedstrijden | Doelpunten |
| ------- | ------ | ------ | ------------ | ----------- | ---------- |
| 2020/21 |        | België | Super League |             |            |
| Totaal  | Totaal | Totaal | Totaal       | --          | --         |

Laatste update: november 2020

## Interlands
Camps komt uit voor het Belgisch nationale team O19.

## Privé
Camps is lid van de Katholieke Landelijke Jeugd.